# Sopot Open 2002 - Qualificazioni singolare maschile
Le qualificazioni del torneo di singolare maschile del Sopot Open 2002 sono state un torneo di tennis preliminare per accedere alla fase finale della manifestazione. I vincitori dell'ultimo turno sono entrati di diritto nel tabellone principale. In caso di ritiro di uno o più giocatori aventi diritto a questi sono subentrati i lucky loser, ossia i giocatori che hanno perso nell'ultimo turno ma che avevano una classifica più alta rispetto agli altri partecipanti che avevano comunque perso nel turno finale.
Le qualificazioni del torneo Sopot Open 2002 prevedevano 32 partecipanti di cui 4 sono entrati nel tabellone principale.

## Teste di serie
1. Jurij Ščukin (ultimo turno)
2. Arnaud Di Pasquale (ultimo turno)
3. Mariano Puerta (Qualificato)
4. Sébastien de Chaunac (Qualificato)

1. Gorka Fraile (ultimo turno)
2. Kim Tiilikainen (Qualificato)
3. Leonardo Azzaro (ultimo turno)
4. Fernando Verdasco (Qualificato)

## Qualificati
1. Fernando Verdasco
2. Kim Tiilikainen

1. Mariano Puerta
2. Sébastien de Chaunac

## Tabellone

### Legenda
| - Q = Qualificato - WC = Wild card - LL = Lucky loser | - ALT = Alternate - SE = Special Exempt - PR = Protected Ranking | - w/o = Walkover - r = Ritirato - d = Squalificato |

### Sezione 1
|  | Primo turno       | Primo turno       | Primo turno       | Primo turno | Primo turno |  |  | Secondo turno | Secondo turno     | Secondo turno     | Secondo turno     | Secondo turno |   |   | Ultimo turno | Ultimo turno | Ultimo turno | Ultimo turno | Ultimo turno |  |
|  |                   |                   |                   |             |             |  |  |               |                   |                   |                   |               |   |   |              |              |              |              |              |  |
|  | 1                 | Jurij Ščukin      | Jurij Ščukin      | 6           | 6           |  |  |               |                   |                   |                   |               |   |   |              |              |              |              |              |  |
|  |                   | Tomáš Cakl        | Tomáš Cakl        | 0           | 1           |  |  | 1             | Jurij Ščukin      | Jurij Ščukin      | 6                 | 6             |   |   |              |              |              |              |              |  |
|  | Marc Marco-Ripoll | Marc Marco-Ripoll | Marc Marco-Ripoll | 7           | 7           |  |  |               | Marc Marco-Ripoll | Marc Marco-Ripoll | 4                 | 1             |   |   |              |              |              |              |              |  |
|  | Alexander Shvets  | Alexander Shvets  | Alexander Shvets  | 64          | 65          |  |  |               |                   |                   |                   |               |   |   | 1            | Jurij Ščukin | 4            | 6            | 65           |  |
|  | Jordan Kerr       | Jordan Kerr       | 6                 | 1           | 6           |  |  |               |                   | 8                 | Fernando Verdasco | 6             | 1 | 7 |              |              |              |              |              |  |
|  | Tomasz Bednarek   | Tomasz Bednarek   | 4                 | 6           | 4           |  |  |               | Jordan Kerr       | Jordan Kerr       | 62                | 2             |   |   |              |              |              |              |              |  |
|  | 8                 | Fernando Verdasco | Fernando Verdasco | 6           | 6           |  |  | 8             | Fernando Verdasco | Fernando Verdasco | 7                 | 6             |   |   |              |              |              |              |              |  |
|  |                   | Piotr Szczepanik  | Piotr Szczepanik  | 0           | 1           |  |  |               |                   |                   |                   |               |   |   |              |              |              |              |              |  |

### Sezione 2
|  | Primo turno      | Primo turno        | Primo turno        | Primo turno | Primo turno |  |  | Secondo turno | Secondo turno      | Secondo turno      | Secondo turno   | Secondo turno   |   |   | Ultimo turno | Ultimo turno       | Ultimo turno       | Ultimo turno | Ultimo turno |  |
|  |                  |                    |                    |             |             |  |  |               |                    |                    |                 |                 |   |   |              |                    |                    |              |              |  |
|  | 2                | Arnaud Di Pasquale | Arnaud Di Pasquale | 6           | 6           |  |  |               |                    |                    |                 |                 |   |   |              |                    |                    |              |              |  |
|  |                  | Jurek Stasiak      | Jurek Stasiak      | 0           | 2           |  |  | 2             | Arnaud Di Pasquale | Arnaud Di Pasquale | 6               | 6               |   |   |              |                    |                    |              |              |  |
|  | Krzysztof Kwinta | Krzysztof Kwinta   | 6                  | 2           | 6           |  |  |               | Krzysztof Kwinta   | Krzysztof Kwinta   | 2               | 3               |   |   |              |                    |                    |              |              |  |
|  | Marcin Matkowski | Marcin Matkowski   | 4                  | 6           | 2           |  |  |               |                    |                    |                 |                 |   |   | 2            | Arnaud Di Pasquale | Arnaud Di Pasquale | 4            | 4            |  |
|  | Filip Aniola     | Filip Aniola       | Filip Aniola       | 6           | 6           |  |  |               |                    | 6                  | Kim Tiilikainen | Kim Tiilikainen | 6 | 6 |              |                    |                    |              |              |  |
|  | Tomasz Grygoruk  | Tomasz Grygoruk    | Tomasz Grygoruk    | 2           | 2           |  |  |               | Filip Aniola       | Filip Aniola       | 0               | 0r              |   |   |              |                    |                    |              |              |  |
|  | 6                | Kim Tiilikainen    | Kim Tiilikainen    | 6           | 6           |  |  | 6             | Kim Tiilikainen    | Kim Tiilikainen    | 6               | 2               |   |   |              |                    |                    |              |              |  |
|  |                  | Piotr Zurawiecki   | Piotr Zurawiecki   | 4           | 1           |  |  |               |                    |                    |                 |                 |   |   |              |                    |                    |              |              |  |

### Sezione 3
|  | Primo turno       | Primo turno       | Primo turno       | Primo turno | Primo turno |  |  | Secondo turno | Secondo turno    | Secondo turno    | Secondo turno   | Secondo turno   |   |   | Ultimo turno | Ultimo turno   | Ultimo turno   | Ultimo turno | Ultimo turno |  |
|  |                   |                   |                   |             |             |  |  |               |                  |                  |                 |                 |   |   |              |                |                |              |              |  |
|  | 3                 | Mariano Puerta    | Mariano Puerta    | 7           | 6           |  |  |               |                  |                  |                 |                 |   |   |              |                |                |              |              |  |
|  |                   | Johan Landsberg   | Johan Landsberg   | 62          | 2           |  |  | 3             | Mariano Puerta   | Mariano Puerta   | 6               | 6               |   |   |              |                |                |              |              |  |
|  | Michal Gawlowski  | Michal Gawlowski  | Michal Gawlowski  | 6           | 6           |  |  |               | Michal Gawlowski | Michal Gawlowski | 0               | 3               |   |   |              |                |                |              |              |  |
|  | Adam Skrzypczak   | Adam Skrzypczak   | Adam Skrzypczak   | 2           | 4           |  |  |               |                  |                  |                 |                 |   |   | 3            | Mariano Puerta | Mariano Puerta | 6            | 6            |  |
|  | Dawid Olejniczak  | Dawid Olejniczak  | Dawid Olejniczak  | 6           | 6           |  |  |               |                  | 7                | Leonardo Azzaro | Leonardo Azzaro | 0 | 3 |              |                |                |              |              |  |
|  | Andrzej Grusiecki | Andrzej Grusiecki | Andrzej Grusiecki | 2           | 0           |  |  |               | Dawid Olejniczak | 7                | 4               | 1               |   |   |              |                |                |              |              |  |
|  | 7                 | Leonardo Azzaro   | 6                 | 2           | 6           |  |  | 7             | Leonardo Azzaro  | 64               | 6               | 6               |   |   |              |                |                |              |              |  |
|  |                   | Michał Przysiężny | 3                 | 6           | 2           |  |  |               |                  |                  |                 |                 |   |   |              |                |                |              |              |  |

### Sezione 4
|  | Primo turno     | Primo turno          | Primo turno          | Primo turno | Primo turno |  |  | Secondo turno | Secondo turno        | Secondo turno        | Secondo turno | Secondo turno |   |   | Ultimo turno | Ultimo turno         | Ultimo turno         | Ultimo turno | Ultimo turno |  |
|  |                 |                      |                      |             |             |  |  |               |                      |                      |               |               |   |   |              |                      |                      |              |              |  |
|  | 4               | Sébastien de Chaunac | Sébastien de Chaunac | 7           | 6           |  |  |               |                      |                      |               |               |   |   |              |                      |                      |              |              |  |
|  |                 | Tomasz Borucki       | Tomasz Borucki       | 6(1)        | 1           |  |  | 4             | Sébastien de Chaunac | Sébastien de Chaunac | 6             | 6             |   |   |              |                      |                      |              |              |  |
|  | Marcin Gołąb    | Marcin Gołąb         | Marcin Gołąb         | 6           | 6           |  |  |               | Marcin Gołąb         | Marcin Gołąb         | 2             | 2             |   |   |              |                      |                      |              |              |  |
|  | Filip Urban     | Filip Urban          | Filip Urban          | 3           | 3           |  |  |               |                      |                      |               |               |   |   | 4            | Sébastien de Chaunac | Sébastien de Chaunac | 6            | 6            |  |
|  | Lukasz Wodnicki | Lukasz Wodnicki      | 2                    | 6           | 6           |  |  |               |                      | 5                    | Gorka Fraile  | Gorka Fraile  | 4 | 3 |              |                      |                      |              |              |  |
|  | Jedrzej Zarski  | Jedrzej Zarski       | 6                    | 2           | 4           |  |  |               | Lukasz Wodnicki      | Lukasz Wodnicki      | 2             | 2             |   |   |              |                      |                      |              |              |  |
|  | 5               | Gorka Fraile         | Gorka Fraile         | 6           | 7           |  |  | 5             | Gorka Fraile         | Gorka Fraile         | 6             | 6             |   |   |              |                      |                      |              |              |  |
|  |                 | Kamil Lewandowicz    | Kamil Lewandowicz    | 4           | 5           |  |  |               |                      |                      |               |               |   |   |              |                      |                      |              |              |  |